# Claude Buchon
Pour les articles homonymes, voir Buchon.
Claude Buchon, né le 9 février 1949 à Saint-Brieuc et mort le 23 juin 2024 à Fougères,,, est un cycliste sur route français. Il participe notamment aux Jeux olympiques de 1976 sur l'épreuve du contre-la-montre par équipes.

## Carrière
Il termine 20e de l'épreuve du contre-la-montre par équipes aux Jeux olympiques de 1976, épreuve effectuée avec Jean-Paul Maho, Loïc Gautier et Jean-Michel Richeux. Il obtient en 1969 la médaille de bronze au championnat du monde de poursuite par équipes masculin.

### Palmarès
- 1971
  -  Champion de Bretagne du contre-la-montre par équipes (avec Henri Le Gall, Michel Le Denmat et Maurice Le Guilloux)
  - Paris-Évreux[5]
  - 2e du championnat de France du contre-la-montre par équipes
  - 3e de Redon-Redon

- 1972
  -  Champion de France du contre-la-montre par équipes (avec Alain Huby, Michel Le Denmat et Maurice Le Guilloux)
  - Circuit de Bretagne-Sud :
    - Classement général
    - 2e étape

- 1975
  -  Champion de France du contre-la-montre par équipes (avec Alain Meslet, Michel Le Denmat et Jean-Paul Maho)

- 1976
  -  Champion de France du contre-la-montre par équipes (avec Loïc Gautier, Jean-Paul Maho et Jean-Michel Richeux)

- 1977
  - 2e étape du Circuit de Bretagne-Sud
  - 3e de Manche-Atlantique